# La fredda alba del commissario Joss
La fredda alba del commissario Joss (Le Pacha) è un film del 1968 diretto da Georges Lautner, tratto dal romanzo Pouce di Jean Delion.

## Trama
Giunto a fine carriera il commissario Joss deve far luce su un grosso furto di gioielli la cui scorta era stata affidata all'ispettore Gouvion, suo collega e grande amico d'infanzia. Tale ispettore non è certo un mostro di coraggio, e non solo: l'ispettore spesso ama mostrarsi ricco e generoso come invece non può permettersi. Durante la rapina Gouvion non muore come i due poliziotti della scorta ma rimane illeso. Questo insospettisce Joss che lo torchia, lasciando intendere qualche dubbio sulla sua condotta professionale. Gouvion è risentito: Joss comincia le indagini. I rapinatori vengono freddati uno dopo l'altro da "Quinquin", noto malvivente che vuole tenersi tutto il bottino della rapina al furgone portavalori. All'improvviso una terribile notizia sconvolge in piena notte il commissario Joss: il suo amico, l'ispettore Gouvion viene trovato ucciso in casa mentre, pare, intento a pulire la pistola a notte fonda. Chiaro che si tratta di omicidio, e questa volta Joss si scatena. Mette da parte buone maniere ed etica professionale, parte all'attacco per vendicare la morte di Gouvion. Scopre purtroppo che l'ispettore aveva "aiutato" i rapinatori, era corrotto e la cosa andava avanti già da tempo: i soldi non gli bastavano più per fare regali costosi alla sua ultima giovane fidanzata, sorella di un componente della banda di "Quinquin". Joss tende la trappola in modo meticoloso grazie all'aiuto di Nathalie e alla fine riesce a trovarsi a faccia a faccia per l'ultimo scontro finale con "Quinquin". Uno scontro senza discussioni, dove l'anziano commissario uccide il malvivente. Gouvion è vendicato e Joss può così finire la carriera in modo amaro ma completo.